# جائزة بلجيكا الكبرى 1955
جائزة بلجيكا الكبرى 1955 هو سباق فورمولا 1 أقيم بتاريخ 5 يونيو 1955 في حلبة دي سبا فرانكورشومب. كان الرابع من أصل 7 في بطولة العالم لسباقات الفورمولا واحد موسم 1955. حلّ الأرجنتيني خوان مانويل فانجيو أولا بينما جاء البريطاني ستيرلنغ موس في المركز الثاني وحصل على المركز الثالث الإيطالي جوزيبي فارينا.